# ゴーシェ病

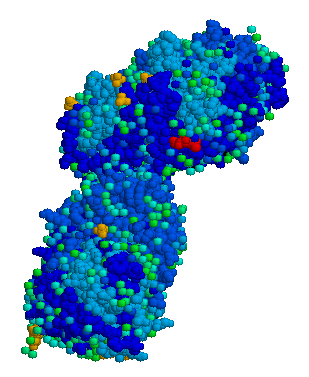
Acid β-グルコセレブロシダーゼ

ゴーシェ病（ゴーシェびょう、Gaucher's disease）は、1882年にフランスの医師フィリップ・ゴーシェによって発見された病気。遺伝的要因により生まれつきグルコセレブロシダーゼという酵素が不足・欠損するなどして活性が低下するため、グルコセレブロシド（糖脂質）をセラミドに分解できず、肝臓・脾臓・骨などにグルコセレブロシドが蓄積する疾患である。またゴーシェ病は、ライソゾーム病、先天性代謝異常症、常染色体劣性遺伝に分類される。
世界で確認されている患者数は約5千人で、日本国内では100人に満たない程度という希少な難病である。特にユダヤ系の人種に多く見られる。一般的な治療薬として認可されているセレザイムは非常に薬価が高いため、現在ライソゾーム病として特定疾患に認定されている。

## タイプ
病気の発症の時期や神経症状の有無、そして神経症状の重症度により3つのタイプに分別される。
I型（成人型）
神経症状（斜視、開口困難、痙攣など）を伴わず、肝臓・脾臓の肥大、貧血や血小板の減少、骨症状などが発症年齢が幼児から成人にわたり緩慢に経過する。I型は「非神経障害性ゴーシェ病」とも呼ばれている。この病態の最も軽度で、最も一般的なタイプであり、幼年時または高齢からでも発症することもあり、その重篤度は様々である。
II型（乳児型）
乳児期に発症し、I型の肝臓・脾臓の肥大、貧血や血小板の減少、骨症状などと共に重い神経症状が急速に進行する病状を伴う。II型は「急性小児神経障害性ゴーシェ病」と呼ばれており、ゴーシェ病の最も重篤な形態である。致命的な疾患であり、II型ゴーシェ病をもった赤ん坊は通常、3〜6か月までに症状が診断され、酵素欠乏によって通常2歳の誕生日を迎える前に死亡する。
III型（若年型）
乳幼児期に徐々に発症し、肝臓・脾臓の肥大、貧血や血小板の減少、骨症状などに加えて神経症状を伴うが、II型に比べて緩慢な経過をたどる。III型は「慢性神経因性ゴーシェ病」や「亜急性神経型」という別名のように進行性なので、神経症状が発生してからはI型からIII型だと診断変更されることもある。III型ゴーシェ病患者の寿命は、現状どんな治療を受けても20-30代までである。

## 症状
主な症状としては肝臓や脾臓の肥大や、血小板減少により貧血症状が起こったり、骨が大変もろくなり、非常に骨折しやすくなったり変形（X脚など）する。また、タイプによっては神経症状が出る患者もいる。

### 肝臓・脾臓への症状
- ゴーシェ細胞が肝臓や脾臓に蓄積するため臓器の腫脹が見られる

### 血小板減少に伴う貧血症状
- 骨髄にゴーシェ細胞が増えるため造血能が低下する
- 脾臓の腫れにより赤血球、白血球、血小板などの破壊が亢進し、血球成分が減少する

### 骨症状
- 骨髄にゴーシェ細胞が蓄積することで骨髄内の血流障害や骨皮質の薄化が生じ、病的な骨折、骨痛、骨変形などを起こす

### 神経症状
- ゴーシェ病のタイプにより神経症状が現れる
- 脳にゴーシェ細胞が蓄積されるため、痙攣、斜視、開口困難などの症状を引き起こす
- 神経障害、各種神経症状に伴う栄養障害、呼吸障害などを引き起こす

## 治療法
以下のような治療法が研究・確立されているが、いずれも対症療法であり、疾患そのものの根治は大変困難である。

### 臓器摘出・切除法
酵素補充療法が確立される前に行われていた治療法である。肝臓や脾臓など肥大した臓器を外科手術により全摘出または一部を切除したりスライスして細切れにする処置である。ただし全摘・部分切除すると病巣が無くなる代わりに、その他の部位（骨など）に異常をきたしやすくなる場合もあるので要注意である。

### 酵素補充療法（ERT）
不足している酵素グルコセレブロシダーゼ製剤を2週間に1度の点滴投与により症状の改善を図るもので、現在では一般的な治療法である。
これにより肥大した臓器は徐々に正常に戻り、貧血、血小板減少などの症状は改善される。
しかし、グルコセレブロシダーゼ製剤の分子量が大きく血液脳関門を通過できないため、神経症状に対して明らかな効果はみられないようである。
現在、日本ではジェンザイム社のセレザイムとシャイアー社のビプリブがゴーシェ病の酵素補充療法薬として認可されている。 
問題点としてセレザイムの薬価が大変高額であるうえ、根治治療ではないため継続投与が必須であることが挙げられる。投与を中止するとほぼ間違いなく再び症状が悪化してしまうため、患者は極めて大きな経済的負担を強いられていた。以前は一部の都道府県でしか公費補助が受けられなかったが、2001年よりライソゾーム病として特定疾患治療研究事業に認定され、全国的に公費負担されるようになったため、一部の自己負担金（保険適用）で安心して治療が受けられるようになった。

### 骨髄移植（BMT）
患者の造血幹細胞をドナーの造血幹細胞に入れ替える骨髄移植を行い、酵素活性の異常をともなった血液細胞（特に白血球、マクロファージなど）を正常な血液細胞に置き換えることにより、グルコセレブロシド（糖脂質）の分解を可能にする治療法。治療効果は酵素補充療法を上回るが、白血病における骨髄移植同様、患者と白血球の型（HLA抗原）が一致するドナーを見つけるのが困難なこと、拒絶反応などの危険性も大きいことが難点で、あまり行われていない。

### ケミカルシャペロン療法
シャペロンとはフランス語で、介添人を意味する。
生物学では蛋白質が正常に形成される際に手助けをする別の蛋白質の意味として使われている。ケミカルシャペロンは、変異した不安定な蛋白質に結合してその蛋白質を安定化する化合物のことである。
神経症状に対する新しい治療法として、現在、アンブロキソールを用いたケミカルシャペロン療法の臨床研究が行われている。通常の30倍という大量投与で神経症状に効果があるとされる。
効果は遺伝子型に規定されており、F213I・N188S・N370S・G202R・T369Mの変異を持つゴーシェ病患者にのみ適応となる。
なお、アンブロキソールは「ムコソルバン」の名称で一般的に去痰剤として処方される薬だが、ゴーシェ病に対しては認可されていない。

### 基質合成抑制療法（SRT）
グルコシルセラミド合成酵素を抑制することによって細胞内に蓄積するグルコセレブロシドの合成を抑制し、その結果、グルコセレブロシドの蓄積を抑える治療法である。
米国及び欧州連合（EU）では2013年に新薬承認申請を行い、現在米国では承認されている。
国内ではI型に対し治験が終了したことにより、基質合成抑制療法薬としてサデルガが2015年5月に薬価収載された。

### 遺伝子治療
現在のところ研究段階である。

### その他
合併症として骨折しやすくなったり貧血体質になったりするので、カルシウム剤や増血剤の投与が行われることもある。

## 歴史
- 1882年 - ゴーシェ病がフィリップ・チャールズ・アーネスト・ゴーシェの博士論文で発表。
- 1998年3月 - 「セレザイム」が厚生省から認可される。
- 2001年 - 「ライソゾーム病（ファブリー病を除く）」として特定疾患治療研究事業に認定される。
- 2007年 - ゴーシェ病I型に対してのセレザイム投与による骨密度改善効果が発表された[3]。